# Richilde d'Ardennes
Richilde d'Ardennes sau Richilde de Provența (n. 845 d.Hr., Metz, Franța – d. 910 d.Hr.) a fost cea de-a doua soție a lui Carol al II-lea cel Pleșuv, împărăteasă a Occidentului.

## Biografie
Născută prin 845, Richilde era fiica lui Bivin de Gorze, conte de Ardennes, și sora lui Boso de Provence (cf. Dinastia Bosonizilor). Concubină a lui Carol cel Pleșuv, el o ia în căsătorie la 22 ianuarie 870 la moartea primei sale soții  Ermentrude. Ea i-a  dăruit regelui o a șasea fiică, Rothilde (n. prin 871-d. prin 928), care se va căsători cu Hugues de Bourges, apoi cu Roger du Maine, și patru fii care au murit la vârste fragede (între care doi gemeni: Drogo et Pippin).
În timpul absențelor împăratului, plecat să se războiască cu saraziniii, ea a administrat țara și s-a aflat la conducere la moartea lui Carol, survenită în 877.  Avea în vedere accederea pe tron a fratelui  său Boso, duce de Bourgogne (Burgundia), întrucât Ludovic al II-lea cel Gângav (fiul lui Carol al II-lea și al Ermentrudei d'Orléans) a murit puțin timp după tatăl său, iar copiii săi erau încă prea tineri. Cu toate acestea,  Richilde a fost acuzată de incest cu fratele său, iar seniorii regatului au refuzat să se supună autorității sale. Richilde l-a ajutat apoi pe Boso să devină rege al Provenței.
La moartea lui Ludovic cel Gângav în 879, fiul lui Carol Pleșuvul și al Ermentrudei, ea a revenit la putere, în timpul domniilor tinerilor Ludovic al III-lea și Carloman al II-lea, apoi după moartea lor în 882 și 884. Dar imperiul era agitat și amenințat de normanzi, iar marii seniori au obligat-o să se retragă în Provența, la fratele său, unde a murit la 2 iunie 910.

## Ctitorii
În 874, împreună cu soțul său, Carol cel Pleșuv, a ctitorit abația benedictină Juvigny.